# Roșiorii de Vede
Roșiorii de Vede (veraltet Rușii de Vede; manchmal auch Roșiori de Vede) ist eine Stadt im Kreis Teleorman in der Region Walachei in Rumänien.

## Geschichte
Auf dem Gebiet südwestlich der Stadt, einer Flur namens Urlui oder Valea Urlui, genannt nach dem gleichnamigen Bach Urluiu, befinden sich die Spuren des römischen Kastells Roșiorii de Vede.
Der Ort wurde 1385 zum ersten Mal urkundlich erwähnt, nachdem zwei deutsche Pilger, Peter Sparnau (oder auch Peter von Sparnau) und Ulrich von Tennstädt, aus Jerusalem zurückkehrten. Gleichzeitig wird der Ort Russenart – vermutlich das heutige Roșiorii de Vede – genannt.
Roșiorii de Vede war eine der wichtigsten militärischen und kulturellen Städte der Walachei und wird seit dem 20. Jahrhundert offiziell unter der heutigen Bezeichnung geführt.

## Bevölkerung
2002 lebten in Roșiorii de Vede 31.849 Menschen. 30.699 waren Rumänen, 12 Ungarn, neun Rumäniendeutsche, vier Türken und andere Volkszugehörige. Bei der Volkszählung von 2011 waren von den 27.416 23.451 Rumänen, 443 Roma, neun Türken, drei Ungarn und restliche machten keine Angaben zu ihrer Volkszugehörigkeit.

## Sehenswürdigkeiten
- Die orthodoxe Kirchen Serdăreasa (1832–1835 errichtet),[7] Cuvioasa Paraschiva (1836 errichtet), die Kathedrale Sf. Teodor Tiron (1818 errichtet),[8] die Kirchen Adormirea Maicii Domnului (1836 errichtet), Sf. Ioan Botezătorul (1845 errichtet), Sf. Ilie (1804, 1833 erweitert), Sf. Cruce (1849 errichtet),[9] stehen unter Denkmalschutz.[10]
- Die Anwesen in der 9 Mai Straße Nr. 2 und 4 und die in der Sf. Teodor Straße im 19. und 20. Jahrhundert errichtet, das Rathaus und Gerichtsgebäude (1912 errichtet), die alte Schule Al. Depărățeanu 1892 errichtet, stehen unter Denkmalschutz.[10]
- Der Ostbahnhof (1889 errichtet), der Wasserturm und die Ruinen des Depots im 20. Jahrhundert errichtet, stehen unter Denkmalschutz.[10]

## Persönlichkeiten
- Marin Preda (1922–1980), Schriftsteller
- Viorica Dăncilă (* 1963), Politikerin

## Städtepartnerschaften
Roșiorii de Vede pflegt seit dem 15. April 2014 eine Städtepartnerschaft mit der bulgarischen Stadt Gorna Orjachowiza.